# Tallage
«  Talle » redirige ici. Ne pas confondre avec Tal, Taal ni Thalle.

Tallage des plantes d'orge.

Diagramme d'une graminée typique. Une touffe peut être vue comme une colonie clonale de talles.

Le tallage (du grec θαλλος, tallos, « jeune pousse ») est un mode de multiplication végétative de nombreuses espèces de poacées (graminées) qui leur permet de produire de multiples pousses secondaires adventives (appelées talles) à partir du collet de la plantule initiale, assurant ainsi la formation de touffes denses. Ce phénomène est favorisé dans le cas des cultures de céréales car le nombre de tiges, et donc le nombre d'épis, peut influer directement sur le rendement même si un blé à tallage herbacé important peut donner un nombre d'épis inférieur ou égal à celui d'un blé à tallage herbacé plus réduit. 
Le tallage est recherché aussi dans le cas des gazons pour assurer la formation d'un tapis de végétation dense.
Le maïs, au contraire des céréales à paille, a perdu ce pouvoir de tallage et ne produit, sauf exception, qu'une tige et le plus souvent un seul épi. Cette absence de tallage est compensée par le nombre très élevé de grains par épi.
Pour favoriser le tallage, on pratique le roulage des champs de céréales et des pelouses.

## Processus

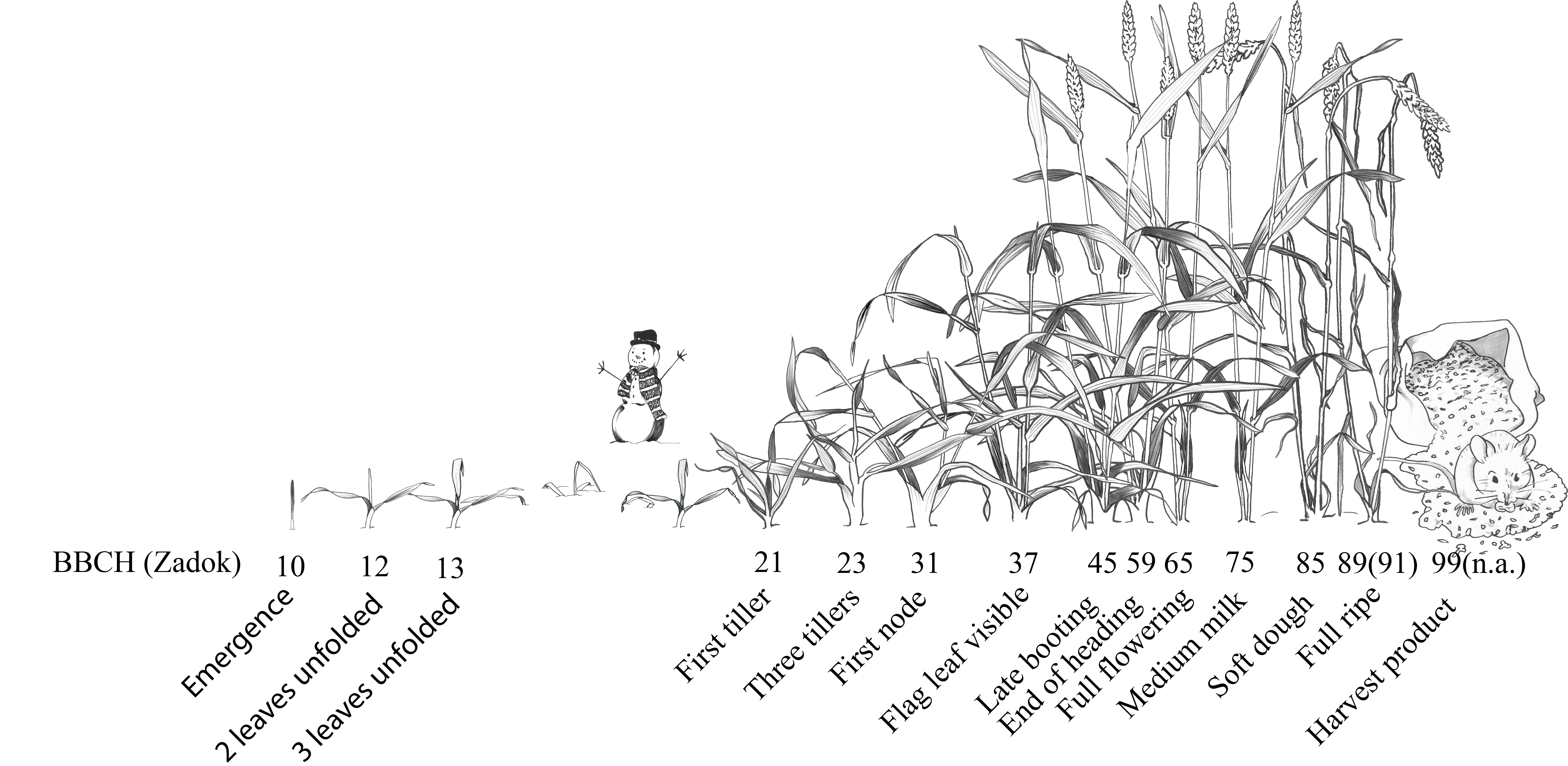
Stades de croissance des graminées : émergence, stades deux et trois feuilles, tallage (stades 20-29 du code BBCH).

Le tallage se traduit par la formation au niveau du sol d'un « plateau de tallage » qui résulte de la condensation d'une série d'entre-nœuds très courts sur une tige principale (appelée maitre-brin) issue de l'embryon de la graine. Le tallage est caractérisé par l'entrée en croissance de bourgeons différenciés à l'aisselle de chacune des premières feuilles. Le développement de ces bourgeons au niveau des nœuds donne naissance aux talles primaires. Chaque talle primaire émet des talles secondaires susceptibles d'émettre des talles tertiaires : l'aptitude à émettre en plus ou moins grand nombre des talles secondaires et tertiaires est une caractéristique spécifique et variétale. Les racines définitives de la plante se forment à partir du plateau de tallage qui soutient le maître-brin et les talles. Chaque talle est un ramet, équivalent de ce qu'on appelle couramment un brin d'herbe, et correspond à une tige secondaire portant une ou plusieurs feuilles. Parfois le talle, ou touffe tallée, désigne l'ensemble de ces brins (plusieurs dizaines par pied), et n'est pas à confondre avec le thalle, appareil végétatif des plantes inférieures). Chaque talle porte une inflorescence. 
Comme pour les feuilles, chaque talle apparaît après un intervalle de temps constant, appelé phyllochrone. Chez les céréales, la durée du phyllochrone peut varier entre la tige principale et les talles.

## Stratégie d'allocation des ressources
La sélection naturelle a favorisé les patrons d'investissement dans la reproduction en fonction de la stratégie d'allocation des ressources, donnant des colonies de talles qui peuvent prendre deux grands types de forme : les « taches » (colonies lâches et étendues) et les « touffes » (colonies serrées, plutôt réduites en surface et saillantes). Tous les intermédiaires semblent exister, et les mêmes colonies d'une même espèce peuvent être qualifiées de « touffes » ou de « taches » selon les auteurs. En milieu riche et stable, la reproduction sexuée permet aux talles des graminées de coloniser l'espace à grande distance grâce à la stratégie « r », ces plantes annuelles dépensant 70 % de leur énergie pour la fabrication des graines. En milieu pauvre, instable ou imprévisible, la reproduction asexuée ou clonale leur permet de se développer à courte distance, grâce à leurs faibles exigences. Une des formes de croissance clonale existante est le tallage, mode de multiplication végétative par une abondante ramification basale sur les entre-nœuds inférieurs de la tige principale pour former une touffe tallée. Une autre forme est le développement latéral via des tiges modifiées (graminées à stolons, à rhizomes). Cette croissance latérale peut se faire de manière rapide par un réseau très dispersé avec peu de ramifications (taches à stratégie dite « guérilla » avec occupation de sites peu défendus et abandon rapide des sites devenus défavorables) ou, à l'inverse, lentement par un réseau très agrégé (touffes à stratégie « phalange » avec occupation durable des sites colonisés). Les poacées gazonnantes (stolonifères, rhizomateuses) se distinguent ainsi des poacées cespiteuses qui développent des touffes très compactes grâce aux entre-nœuds très courts de la tige. Ces stratégies, propres aux plantes clonales, leur confèrent un grand pouvoir compétitif et déterminent en grande partie la mobilité végétative. Cette mobilité par croissance clonale est également modulée par des facteurs biotiques et abiotiques de la plante : compétition pour la lumière au cours des stades précoces de la succession végétale, défense contre les herbivores, perturbations (sécheresse récurrente, action anthropique), richesse du sol. La mobilité végétative des graminées, combinée à l'établissement de nouveaux individus issus de graines, expliquerait la dynamique végétale dans un milieu donné.
La tolérance à l'herbivorie grâce à une forte croissance végétative et la résistance à l'herbivorie grâce à la biosynthèse de tannins  toxiques pour les herbivores correspondent à des « syndromes de défense », ensembles de traits qui ont évolué conjointement et forment une stratégie végétale globale de défense contre les herbivores adaptée au contexte environnemental : en milieu riche et stable, les graminées ont une forte capacité à la dissémination (plutôt avec peu de tannins, telles les graminées des pâtures qui sont peu tanniques au goût), tandis qu'en milieu plus pauvre ou instable, elles privilégient la repousse et l'accumulation de tannins.